# Banwy
Banwy ou Banw est une communauté du Powys, au pays de Galles.

## Géographie
La communauté de Banwy se trouve dans le nord-ouest du Powys, dans le comté historique du Montgomeryshire. Elle doit son nom à la Banwy (en), un affluent de la Vyrnwy qui prend sa source sur son territoire. Elle comprend les villages de Llangadfan (en) et Foel (cy).

## Démographie
Au recensement de 2011, la communauté de Banwy comptait 605 habitants.